# Porina impressa
Porina impressa är en lavart som beskrevs av R. Sant. Porina impressa ingår i släktet Porina och familjen Porinaceae.   Inga underarter finns listade i Catalogue of Life.